# شيرذيل (مقاطعة فومن)
شيرذيل (بالفارسية: شیرذیل) هي قرية تقع في غيلان في إيران. يقدر عدد سكانها بـ 419 نسمة بحسب إحصاء 2016.